# Pseudoneureclipsis hai
Pseudoneureclipsis hai är en nattsländeart som beskrevs av Malicky 1995. Pseudoneureclipsis hai ingår i släktet Pseudoneureclipsis och familjen fångstnätnattsländor. Inga underarter finns listade i Catalogue of Life.